# Andreas Bausch (Künstler)
Andreas Bausch (* 1966 in Wiesbaden) ist ein deutscher Künstler. Er arbeitet und lebt in Köln. Seine Arbeit gehört zur abstrakten Malerei.

## Leben
Andreas Bausch studierte von 1987 bis 1993 an den Kölner Werkschulen. Er war Meisterschüler von Karl Marx (Malerei) und  Robert van Ackeren (Film). 2022 hatte er einen Lehrauftrag an der Alanus Hochschule in Bonn.
Bausch malt stark abstrahierte Landschaften in Öl auf Nessel. Seine Werke weisen eine expressive Malweise und reduzierte Farbigkeit auf, wobei er hauptsächlich abgedunkelte Grün- und Brauntöne verwendet. Mitunter sind die großen und oft querformatigen Leinwände in mehrere Bildflächen aufgeteilt, um die Darstellung zeitlicher Abläufe zu ermöglichen.

## Stipendien und Auszeichnungen
- 1994: Daniel-Henry-Kahnweiler Förderpreis
- 2001–2002: Stipendium der Hessischen Kulturstiftung an der Cité Internationale des Arts, Paris
- 2007: Heinrich Böll Stipendium, Achill Island, IRL
- 2018: Rheinischer Kunstpreis, Rhein-Sieg-Kreis[3]
- 2020: Internationales SommerAtelier-Programm Aschersleben, Sachsen-Anhalt
- 2021: Projektentwicklung, Die Beauftragte der Bundesregierung für Kultur und Medien, Stiftung Kulturwerk c/oVG Bild-Kunst, Neustart Kultur
- 2021: Kunstverein Röderhof Stipendium, Sachsen-Anhalt
- 2022: Stipendium der Stiftung Kunstfonds, Neustart Kultur
- 2024: Kunstverein Bellevue Saal Stipendium, Wiesbaden

## Einzelausstellungen (Auswahl)
- 2005: Nassauischer Kunstverein, Wiesbaden
- 2014: Tauthaus, Berlin
- 2017: Verein für aktuelle Kunst Ruhrgebiet e.V., Oberhausen
- 2020: Galerie Judith Andreae, Bonn
- 2020/21: LVR Landesmuseum, Bonn
- 2022: Galerie 4/1 Münchingen / SG1 Projektraum, Duisburg
- 2023: Kunstverein Duisburg
- 2024: Kunstverein Bellevue Saal, Wiesbaden Projektgalerie Labor, Köln
- 2025: Cité Internationale des Arts, Paris / Freiraum Projektgalerie, Köln

## Gruppenausstellungen (Auswahl)
- 2014: „DIE GROSSE“, Museum Kunstpalast, Düsseldorf
- 2015: „Kommen Sie nach Hause“, Köln/Rom, DE/IT
- 2018: „Positions on Paper“, Galerie Judith Andreae, Bonn
- 2019: „Open Call 2019“, NKR Düsseldorf
- 2021: „Zero plus“, Galerie Artes Berlin
- 2022: „fluctuatio“, Giudecca Art District, Venedig, IT
- 2023: „Summerhouse“, Galerie Judith Andreae, Bonn „Ile“, Kunstraum Ile, Leipzig
- 2024/25: „Anonyme Zeichner“, Kunsthaus Bethanien Berlin - Hypercultural Passengers Hamburg - Kunsthaus Erfurt
- 2024/25: „Editioon *3“, Galerie r8m, Köln
- 2024: „Editionale“, jaglaproject Editionen, KMB c/o Museum Ludwig, Köln „Poesie im Park“, Schlosspark Biebrich, Wiesbaden
- 2025: „fluctuatio“, Museum Zündorfer Wehrturm, Köln / „Strichstärke postscriptum“, Künstlerforum Bonn e.V.

## Bibliographie
- 2000: „Landschaft“, Galerie Timm Gierig, Frankfurt
- 2001: „Die Inneren Tropen“, Stiftung Kunst und Kultur des Landes NRW
- 2005: „Zukunftsocker“, Hessische Kulturstiftung
- 2007: „Wörterbuch der Bilder“, Haus Opherdicke, Unna
- 2009: „Ungeheuer Wohnen“, Edition Rosenbaum
- 2010: „Bisher erschienen“, Stadtmuseum Siegburg
- 2017: „Neues Andreas Bausch Album“, Beeftea Books
- 2019: „Reiseleiter der Idee“, Bernstein Verlag / „NEWave“, Beeftea Books 2018 „Essentials #16“, Galerie Judith Andreae, Bonn
- 2020: „PLANet Bausch“, LVR Landesmuseum Bonn
- 2022: „Nicht ganz ohne Titel“, Kunstverein Röderhof, Verlag Bussert & Stadeler
- 2024: „Sclipst“, Kunstverein Bellevue Saal, Wiesbaden

## Bandprojekte / Konzert- und Klangperformance
- 2020: CO3, Bar zum Scheuen Reh,
- 2022: „hooklines#5“, Drizzle & the Petrichor (mit Niobe), King Georg, Köln
- 2023: Polypixa, Kunsthochschule für Medien, Köln,
  - PAW!!!, Colours of my mind, Brotfabrik Bonn
  - AnitaCrystalBaby, Kunstverein Duisburg
  - PAW!!!, Bahnhof Acephale, Köln
  - AnitaCrystalBaby, „Ink of Liberration“ Antonia Gruber, Q18 Köln
- 2024: Showdown Kollektiv, Filmmusik live zu „Strömungen“, Museum Wiesbaden
- 2025: Co3, Klangperformance Kulturpaten, Schaubühne Depot 1, Köln
  - Co3, KunstWerk Festiva, Wuppertal
  - Co3, Freiraum Projektgalerie Köln

## Köln Film / Sound
- 2021: „Cornucopia“ Sonofikation mit Greg Beller / Exp. Musik Direktor IRCAM Paris
- 2022: „Experimentalfilm - Matinee“, Odeon Lichtspieltheater, Köln
- 2023: „Lisa Luna Festival“, Duisburg
- 2024: „Showdown/Strömungen“, Klangkonzert zum Film, Museum Wiesbaden „Exground Kurzfilmfestival“, Caligari Lichtspieltheater, Wiesbaden
- 2025: „Strömungen“, Künstlerforum Bonn e.V.